# Ewa Siatkowska
Ewa Magdalena Siatkowska (18. července 1930 Varšava – 27. prosince 2020 tamtéž) byla polská jazykovědkyně, slavistka a bohemistka. Zajímala se o historii jazyka a lexikologii.
V roce 1965 obhájila dizertační práci. Habilitovala se v roce 1976 na základě práce Zachodniosłowiańskie zawołania na zwierzęta. Stan obecny, funkcje historyczne, stosunek do systemu językowego. V roce 1990 získala akademický titul profesora. Je autorkou 100 publikací, včetně několika knih. Věnovala se západoslovanským jazykům, češtině a lužické srbštině. Byla rovněž zakladatelkou časopisu „Zeszyty Łużyckie”.